# Synophis bicolor
Espèce
Synophis bicolor  est une espèce de serpents de la famille des Dipsadidae.

## Répartition
Cette espèce se rencontre en Colombie et en Équateur.

## Description
Synophis bicolor a le dos sombre et la face ventrale blanche.

## Étymologie
Son nom d'espèce, du latin bicolor, « à deux couleurs », lui a été donné en référence à sa livrée.

## Publication originale
- Peracca, 1896 : Nuovo genere di Colubride aglifo dell'America meridionale. Bollettino dei musei di zoologia ed anatomia comparata della R. Università di Torino, vol. 11, no 266, p. 1-2 (texte intégral).